# جونستون كورني
جونستون كورني (بالإنجليزية: Johnston Cornish)‏ هو سياسي أمريكي، ولد في 13 يونيو 1858 في الولايات المتحدة، وتوفي في 26 يونيو 1920 في الولايات المتحدة. حزبياً، نشط في الحزب الديمقراطي. وقد انتخب عضو مجلس ولاية نيوجيرسي وانتخب عضو مجلس النواب الأمريكي.